# Тварини Тернопільської області, занесені до Червоної книги України
Список тварин Тернопільської області, занесених до Червоної книги України.

## Статистика
До списку входить 88 видів тварин, з них:
- Кишковопорожнинних — 0;
- Круглих червів — 0;
- Кільчастих червів 2;
- Членистоногих — 47;
- Молюсків — 0;
- Хордових — 39.

Серед них за природоохоронним статусом: 
- Вразливих — 45;
- Рідкісних — 24;
- Недостатньо відомих  — 1;
- Неоцінених — 6;
- Зникаючих — 12;
- Зниклих у природі — 0;
- Зниклих — 0.

## Список видів
| № п/п | Українська назва виду                               | Латинська назва виду      | Природоохоронний статус | Тип             |
| ----- | --------------------------------------------------- | ------------------------- | ----------------------- | --------------- |
| 1     | Андрена золотонога                                  | Andrena chrysopus         | Рідкісний               | Членистоногі    |
| 2     | Аноплій самарський                                  | Anoplius samariensis      | Рідкісний               | Членистоногі    |
| 3     | Аполлон                                             | Parnassius apollo         | Зникаючий               | Членистоногі    |
| 4     | Бабка перев'язана                                   | Sympetrum pedemontanum    | Вразливий               | Членистоногі    |
| 5     | Бистрянка російська                                 | Alburnoides rossicus      | Зникаючий               | Хордові         |
| 6     | Бражник мертва голова                               | Acherontia atropos        | Рідкісний               | Членистоногі    |
| 7     | Бражник прозерпіна                                  | Proserpinus proserpina    | Рідкісний               | Членистоногі    |
| 8     | Бражник скабіозовий                                 | Hemaris tityus            | Рідкісний               | Членистоногі    |
| 9     | Ведмедиця велика                                    | Pericallia matronula      | Вразливий               | Членистоногі    |
| 10    | Ведмедиця-господиня                                 | Callimorpha dominula      | Вразливий               | Членистоногі    |
| 11    | Вечірниця мала                                      | Nyctalus leisleri         | Рідкісний               | Хордові         |
| 12    | Вечірниця руда                                      | Nyctalus noctula          | Вразливий               | Хордові         |
| 13    | Видра річкова                                       | Lutra lutra               | Неоцінений              | Хордові         |
| 14    | Вусач великий дубовий                               | Cerambyx cerdo            | Вразливий               | Членистоногі    |
| 15    | Вусач земляний хрестоносець (коренеїд хрестоносець) | Dorcadion equestre        | Вразливий               | Членистоногі    |
| 16    | Вусач мускусний                                     | Aromia moschata           | Вразливий               | Членистоногі    |
| 17    | Вусач-червонокрил Келлера                           | Purpuricenus kaehleri     | Вразливий               | Членистоногі    |
| 18    | Вухань австрійський                                 | Plecotus austriacus       | Рідкісний               | Хордові         |
| 19    | Вухань звичайний                                    | Plecotus auritus          | Вразливий               | Хордові         |
| 20    | Голуб-синяк                                         | Columba oenas             | Вразливий               | Хордові         |
| 21    | Горностай                                           | Mustela erminea           | Неоцінений              | Хордові         |
| 22    | Джміль вірменський                                  | Bombus armeniacus         | Зникаючий               | Членистоногі    |
| 23    | Джміль глинистий                                    | Bombus argillaceus        | Вразливий               | Членистоногі    |
| 24    | Джміль моховий                                      | Bombus muscorum           | Рідкісний               | Членистоногі    |
| 25    | Джміль пахучий                                      | Bombus fragrans           | Зникаючий               | Членистоногі    |
| 26    | Джміль червонуватий                                 | Bombus ruderatus          | Рідкісний               | Членистоногі    |
| 27    | Дозорець-імператор                                  | Anax imperator            | Вразливий               | Членистоногі    |
| 28    | Ендроміс березовий                                  | Endromis versicolora      | Вразливий               | Членистоногі    |
| 29    | Жук-олень, рогач звичайний                          | Lucanus cervus            | Рідкісний               | Членистоногі    |
| 30    | Жук-самітник                                        | Osmoderma barnabita       | Вразливий               | Членистоногі    |
| 31    | Змієїд                                              | Circaetus gallicus        | Рідкісний               | Хордові         |
| 32    | Йорж носар                                          | Gymnocephalus acerinus    | Зникаючий               | Хордові         |
| 33    | Кажан пізній                                        | Eptesicus serotinus       | Вразливий               | Хордові         |
| 34    | Ковалик сплощений                                   | Neopristilophus depressus | Рідкісний               | Членистоногі    |
| 35    | Кошеніль польська                                   | Porphyropha polonica      | Недостатньо відомий     | Членистоногі    |
| 36    | Красотіл пахучий                                    | Calosoma sycophanta       | Вразливий               | Членистоногі    |
| 37    | Ксилокопа фіолетова (бджола-тесляр фіолетова)       | Xylocopa violacea         | Рідкісний               | Членистоногі    |
| 38    | Ксифідрія строката                                  | Xiphydria picta           | Вразливий               | Членистоногі    |
| 39    | Кутора мала                                         | Neomys anomalus           | Рідкісний               | Хордові         |
| 40    | Лелека чорний                                       | Ciconia nigra             | Рідкісний               | Хордові         |
| 41    | Лилик двоколірний                                   | Vespertilio murinus       | Вразливий               | Хордові         |
| 42    | Лунь лучний                                         | Circus pygargus           | Вразливий               | Хордові         |
| 43    | Люцина                                              | Hamearis lucina           | Вразливий               | Членистоногі    |
| 44    | Махаон                                              | Papilio machaon           | Вразливий               | Членистоногі    |
| 45    | Мегахіла Жіро (бджола-листоріз Жіро)                | Megachile giraudi         | Рідкісний               | Членистоногі    |
| 46    | Мелітурга булавовуса                                | Melitturga clavicornis    | Вразливий               | Членистоногі    |
| 47    | Мишівка лісова                                      | Sicista betulina          | Рідкісний               | Хордові         |
| 48    | Мишівка степова                                     | Sicista subtilis          | Зникаючий               | Хордові         |
| 49    | Мідянка звичайна                                    | Coronella austriaca       | Вразливий               | Хордові         |
| 50    | Мнемозина                                           | Parnassius mnemosyne      | Вразливий               | Членистоногі    |
| 51    | Нетопир звичайний                                   | Pipistrellus pipistrellus | Вразливий               | Хордові         |
| 52    | Нетопир Натузіуса                                   | Pipistrellus nathusii     | Неоцінений              | Хордові         |
| 53    | Нічниця Брандта                                     | Myotis brandtii           | Рідкісний               | Хордові         |
| 54    | Нічниця велика                                      | Myotis myotis             | Вразливий               | Хордові         |
| 55    | Нічниця водяна                                      | Myotis daubentonii        | Вразливий               | Хордові         |
| 56    | Нічниця вусата                                      | Myotis mystacinus         | Вразливий               | Хордові         |
| 57    | Нічниця довговуха                                   | Myotis bechsteinii        | Вразливий               | Хордові         |
| 58    | Нічниця ставкова                                    | Myotis dasycneme          | Зникаючий               | Хордові         |
| 59    | Нічниця триколірна                                  | Myotis emarginatus        | Зникаючий               | Хордові         |
| 60    | Норка європейська                                   | Mustela lutreola          | Зникаючий               | Хордові         |
| 61    | Офіогомфус Цецилія                                  | Ophiogomphus cecilia      | Вразливий               | Членистоногі    |
| 62    | Підковоніс малий                                    | Rhinolophus hipposideros  | Вразливий               | Хордові         |
| 63    | Підорлик малий                                      | Aquila pomarina           | Рідкісний               | Хордові         |
| 64    | Подалірій                                           | Iphiclides podalirius     | Вразливий               | Членистоногі    |
| 65    | Поліксена                                           | Zerynthia polyxena        | Вразливий               | Членистоногі    |
| 66    | П'явка медична                                      | Hirudo medicinalis        | Вразливий               | Кільчасті черви |
| 67    | Райдужниця велика                                   | Apatura iris              | Вразливий               | Членистоногі    |
| 68    | Сатир залізний                                      | Hipparchia statilinus     | Рідкісний               | Членистоногі    |
| 69    | Сатурнія велика                                     | Saturnia pyri             | Вразливий               | Членистоногі    |
| 70    | Сатурнія руда                                       | Aglia tau                 | Вразливий               | Членистоногі    |
| 71    | Сиворакша                                           | Coracias garrulus         | Зникаючий               | Хордові         |
| 72    | Сінниця Геро                                        | Coenonympha hero          | Вразливий               | Членистоногі    |
| 73    | Сколія-гігант                                       | Megascolia maculata       | Неоцінений              | Членистоногі    |
| 74    | Скопа                                               | Pandion haliaetus         | Зникаючий               | Хордові         |
| 75    | Сова болотяна                                       | Asio flammeus             | Рідкісний               | Хордові         |
| 76    | Совка сокиркова                                     | Periphanes delphinii      | Вразливий               | Членистоногі    |
| 77    | Стафілін волохатий                                  | Emus hirtus               | Рідкісний               | Членистоногі    |
| 78    | Стрічкарка блакитна                                 | Catocala fraxini          | Вразливий               | Членистоногі    |
| 79    | Стрічкарка орденська малинова                       | Catocala sponsa           | Рідкісний               | Членистоногі    |
| 80    | Стрічкарка тополева                                 | Limenitis populi          | Вразливий               | Членистоногі    |
| 81    | Трохета Биковського                                 | Trocheta bykowskii        | Вразливий               | Кільчасті черви |
| 82    | Тхір лісовий                                        | Mustela putorius          | Неоцінений              | Хордові         |
| 83    | Тхір степовий                                       | Mustela eversmanni        | Зникаючий               | Хордові         |
| 84    | Урофора Дзєдушицького                               | Urophora dzieduszyckii    | Рідкісний               | Членистоногі    |
| 85    | Хом'як звичайний                                    | Cricetus cricetus         | Неоцінений              | Хордові         |
| 86    | Шуліка чорний                                       | Milvus migrans            | Вразливий               | Хордові         |
| 87    | Ялець звичайний                                     | Leuciscus leuciscus       | Вразливий               | Хордові         |
| 88    | Ящірка зелена                                       | Lacerta viridis           | Вразливий               | Хордові         |